# Radiogiornale
El radiogiornale és un programa de ràdio italià que proporciona informació i documentació sobre els esdeveniments més recents i interessants; típicament es transmet en horaris fixos, és a dir en diferents "edicions" diàries. A totes les emissores de ràdio les notícies de la ràdio són editades per una redacció especial.

## Del 1924 al 1975
A Itàlia les transmissions regulars de ràdio van començar el 1924. La llei exigia que l'activitat de difusió fos reservada a l'Estat. Per la seva banda, l'Estat confia en concessió a un organisme creat específicament l'exercici del servei, en un règim de monopoli. El 1924 es va fundar la Unione Radiofonica Italiana (URI), que es va convertir quatre anys més tard en Ente Italiano Audizioni Radiofoniche (EIAR), i va fer el seu primer radiogiornale el 1929. La situació de monopoli va continuar fins a 1976.
El primer butlletí de la EIAR s'emet al 7 de gener de 1929 a Roma. És un simple butlletí, llegit per una agradable veu femenina. L'octubre de 1929 es va crear la primera sala de premsa a Milà, sota la direcció de Pio Casali (periodista procedent del «Resto del Carlino»). Des del 15 de juny de 1930 el noticiari pren el nom de Giornale Radio. Successivament es va fundar una redacció a Roma. A la capital Casali fou acompanyat d'Antonio Piccone Stella en qualitat de redactor en cap. Inicialment es fornia exclusivament de notícies de l'Agenzia Stefani (l'agència de notícies oficial), dirigida per Giovanni Cappelletto. El radiogiornale era transmès en tres edicions quotidianes.
Entre 1931 i 1934 es fan els primers canvis: les veus masculines es posen al micròfon i neix la crònica en directe. Les edicions diàries es converteixen en sis, amb un total de cent minuts cada 24 hores. Les fonts d'informació són principalment internes. A més de disposar del servei de la Stefani, de fet, l'EIAR tenia una densa xarxa de corresponsals i enviats creada per ella. Malgrat l'evident control polític, les notícies de la ràdio italiana s'han convertit en un dels exemples més reeixits d'informació radiofònica. El 1935 es van reunificar les redaccions a Roma sota la coordinació d'Antonio Piccone Stella. S'afegeixen dues noves edicions a les tres edicions existents. Al mateix temps, els italians escolten els primers comentaris, una nova forma de comunicació a través de la qual l'Eiar cobreix els esdeveniments més importants de la vida pública en el moment en què es produeixen.
El 1948 Antonio Piccone Stella, en aquell moment el director central dels serveis periodístics de la RAI, va escriure Guida pratica per quelli che parlano alla radio e per quelli che l'ascoltano. El vademecum és considerat una summa del llenguatge periodístic de la radiotelevisió, convertint-se en el llibre de referència per als professionals d'ambdós mitjans de comunicació. S'hi van formar molts grans periodistes de ràdio i televisió públiques italianes.
El 1951, la direcció va decidir reestructurar els programes. Neixen els tres Programmi Nazionali. El programa de ràdio del Secondo Programma està dissenyat segons un format nou, aleshores experimental. Es publica un butlletí de mitja hora (20-20.30), que porta el nom de Radiosera (novembre de 1951). Entre les novetats, cada secció del telenotícies és anunciada per un tema musical. El redactor en cap és Italo Neri. Si és cert que la ràdio i la televisió han ajudat a unificar Itàlia lingüísticament, part del mèrit és dels periodistes que van fer la informació de la RAI.
El 1975 fou aprovada la llei de Reforma de la RAI. Entre els principis fonamentals, l'assoliment d'un pluralisme eficaç dins de l'empresa pública. Es redissenya la relació entre la xarxa i l'organització de notícies, abandonant el model centralitzat a favor de l'autonomia. Es creen tres giornali de ràdio, un per xarxa.

## Del 1976 endavant
Amb la sentència del Tribunal Constitucional del 28 de juliol de 1976 s'acaba el centralisme de la hisenda estatal. S'obre una nova era en què l'organisme públic s'ha de confrontar amb els diversos subjectes privats presents al mercat. Gràcies a la llibertat d'antena, en pocs anys sorgeixen centenars de ràdios lliures. La majoria només emetien música i no tenien els mitjans per competir amb Rai en un camp (el de la informació) on l'organisme públic funcionava des de feia dècades. Alguns radiodifusors triaren el camí de la contrainformació alternativa, per oferir notícies que, d'altra manera, no s'havien pogut escoltar amb la informació "oficial". També passava que els grups de periodistes de formació Rai abandonaren l'empresa pública per continuar el seu treball en una realitat privada, on se sentien més lliures, entre ells, Mario Luzzatto Fegiz. Entre finals de 1975 i principis de 1976 va néixer a Roma «Radio Radicale». A més de proporcionar informació fora de la línia oficial, es caracteritzava per la transmissió en directe de sessions del Parlament, tots els congressos i audicions dels principals processos.
A la dècada dels vuitanta, les innovacions tecnològiques (noves tècniques de gravació, millor qualitat de so estereofònic, etc.) superen amb escreix les del contingut. Per aconseguir una oferta adequada a les noves necessitats del públic, es refina el mitjà de ràdio oferint una oferta més articulada i actualitzada.
Pel que fa a Rai, va néixer el 1987 la Testata Giornalistica Regionale, que ofereix notícies per a cada regió italiana, amb notícies produïdes per ella sobre els principals esdeveniments que es produïen al territori de referència.
En pocs anys, entre el 1996 i el 1999, tots els programes informatius de ràdio es van posar disponibles a Internet (el Giornale Radio Rai es va incorporar a la xarxa el 19 de febrer de 1996).
El 1998 va néixer un nou canal Rai, «GR Parlamento», que difon les sessions de les dues cambres, així com el treball de les comissions parlamentàries. L'organització actual de la RAI manté la unitat de l'empresa concessionària, articulant-la dins d'un sistema d'autonomia entre els radiogiornali i les xarxes de ràdio. En el context de la programació diària, els butlletins informatius ocupen el 15% de les hores parlades. Els serveis periodístics es produeixen gairebé completament amb personal i mitjans interns.
El panorama de la informació radiofònica es va enriquir el 1999 amb el naixement de "Radio 24", una emissora que emet exclusivament noticiaris i programes en profunditat. Amb la difusió dels telèfons mòbils de nova generació, a la dècada dels 2000, va augmentar l'oferta de butlletins temàtics reservats al públic mòbil. Els sectors principals són: meteorologia, trànsit i borsa de valors.